# Nello Sbaiz
Nello Sbaiz (Ronchis, 8 maggio 1941 – 28 novembre 2022) è stato un dirigente sportivo, allenatore di calcio e calciatore italiano, di ruolo difensore o centrocampista.

## Carriera

### Giocatore
Arriva al Saint-Étienne nel 1957, esordendo in prima squadra dopo due anni di giovanili nella stagione 1959-1960; in particolare, gioca la sua prima partita di campionato (ed unica presenza stagionale) il 25 maggio 1960, contro il Valenciennes. Già a partire dalla stagione seguente viene impiegato con maggior regolarità: totalizza infatti 15 presenze in campionato, 3 partite in Coppa di Francia ed una partita in Coppa Charles Drago. Nella stagione 1961-1962, conclusa con la retrocessione in Division 2 dei verdi, gioca invece 17 partite in campionato e 3 in Coppa di Francia, nel corso delle quali il 10 aprile 1962 segna anche il suo primo gol da professionista, in una partita di coppa contro l'Olympique Marsiglia. In questa stagione la sua squadra nonostante la retrocessione vince però la Coppa di Francia, motivo per cui nel corso della stagione 1962-1963 gioca la Coppa delle Coppe, competizione nella quale Sbaiz gioca una partita, facendo così il suo esordio nelle competizioni UEFA; disputa inoltre 17 partite in campionato, che la sua squadra vince, 2 partite in Coppa di Francia e 2 partite (nelle quali mette a segno una rete) in Coppa Charles Drago; vince inoltre la Supercoppa di Francia.
Nella stagione 1963-1964 il Saint-Étienne, neopromosso in prima divisione, vince il campionato francese, nel quale Sbaiz gioca 23 partite; disputa inoltre anche 2 partite in Coppa di Francia (nelle quali segna un gol) ed una partita in Coppa Charles Drago; nella stagione seguente gioca stabilmente da titolare: disputa infatti 34 partite in campionato, 4 partite in Coppa di Francia e 2 partite in Coppa dei Campioni, competizione nella quale i francesi vengono eliminati con un complessivo 4-3 al primo turno dagli svizzeri dello La Chaux-de-Fonds. Nella stagione 1965-1966 segna il suo primo gol in campionato, contro il Sedan; oltre a 31 partite in prima divisione gioca anche una partita in Coppa di Francia. Nella stagione 1966-1967 vince per la seconda volta in carriera il campionato francese, nel quale gioca 29 partite; l'anno seguente gioca la Supercoppa di Francia, che vince. Passa poi a stagione in corso al Lorient, lasciando così dopo otto anni con complessive 188 presenze e 4 reti il Saint-Étienne.
Nella seconda parte della stagione 1967-1968 gioca 22 partite in seconda divisione con il Lorient, con cui rimane anche nelle quattro stagioni successive, nelle quali anche a causa di diversi problemi fisici non riesce a giocare con regolarità, collezionando in totale 67 presenze e 2 reti in seconda divisione.

### Allenatore
Dal 1972 al 1976 lavora come vice di Jean Vincent al Lorient, società in cui poi in seguito allena anche la squadra riserve ed in cui lavora come direttore sportivo, lasciando in modo definitivo la squadra nel 2000.

## Palmarès

### Giocatore

#### Competizioni nazionali
- Campionato francese: 2

Saint-Étienne: 1963-1964, 1966-1967
- Coppa di Francia: 1

Saint-Étienne: 1961-1962
- Supercoppa francese: 1

Saint-Étienne: 1962, 1967
- Campionato francese di seconda divisione: 1

Saint-Étienne: 1962-1963